# Politique en Namibie
La politique en Namibie prend la forme d'une république multipartite à régime présidentiel, où le président est à la fois chef de l'État et chef du gouvernement. Le pouvoir exécutif est aux mains du gouvernement tandis que le pouvoir législatif est partagé entre le gouvernement et les deux chambres du Parlement. Le pouvoir judiciaire est indépendant des deux premiers.
L'Organisation du peuple du Sud-Ouest africain (SWAPO) est le parti dominant depuis l'indépendance. Les partis d’oppositions sont autorisés mais il est généralement admis qu'ils n'ont que peu de chance d’accéder au pouvoir.
La Constitution est adoptée en février 1990.

## Pouvoir exécutif
| Fonction                         | Nom                    | Parti | Depuis       |
| -------------------------------- | ---------------------- | ----- | ------------ |
| Présidente de la République      | Netumbo Nandi-Ndaitwah | SWAPO | 21 mars 2025 |
| Vice-présidente de la République | Lucia Witbooi          | SWAPO | 22 mars 2025 |
| Premier ministre                 | Elijah Ngurare         | SWAPO | 22 mars 2025 |

Le président de la République est élu pour cinq ans au suffrage universel direct. Il nomme le Premier ministre ainsi que les membres du gouvernement. Il ne peut se présenter qu'à deux mandats.

## Pouvoir législatif

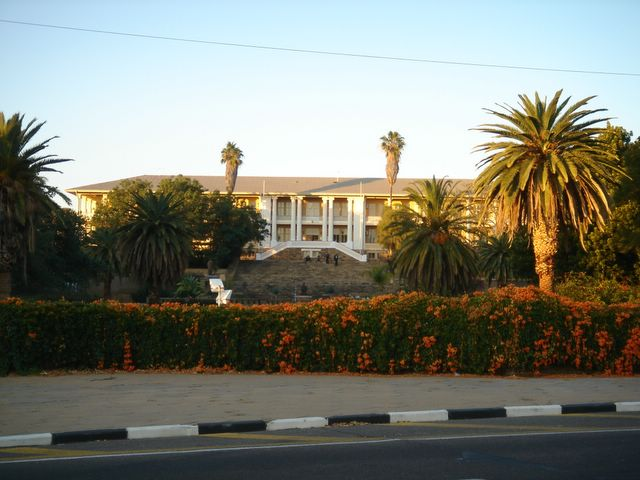
Le Parlement de Namibie en Windhoek

Le Parlement est composé de deux chambres, l’Assemblée nationale et le Conseil national. L’Assemblée nationale compte 78 membres en poste pour cinq ans, dont 72 sont élus au suffrage proportionnel et 6 sont nommés par le président. Le Conseil national compte 26 membres élus pour six ans dans des circonscriptions de deux sièges chacune.
L’Assemblée constitue le corps législatif principal, le Conseil jouant davantage un rôle consultatif.

## Pouvoir judiciaire
La Cour suprême est la plus haute juridiction du pays. Ses juges sont nommés par le président sur recommandation de la [Judicial Service Commission]. La structure judiciaire de la Namibie est basée sur le même modèle que l’Afrique du Sud. Le droit néerlandais, déclaré common law sur le territoire en 1919, est en vigueur.

## Société
L'Afrique australe connait un contexte d’intolérance croissante envers les LGBTQ+. Cependant, en mai 2023, la Cour suprême reconnait certaines unions entre personnes de même sexe contractées à l’étranger. En réaction, le Parlement namibien adopte, en juillet 2023, une loi interdisant le mariage entre personnes de même sexe. Mais le texte est toujours en attente de ratification par le président.
Le 21 juin 2024, la Haute Cour de Namibie, juridiction de la capitale namibienne, Windhoek, invalide la loi, héritée de la période coloniale, criminalisant les relations sexuelles entre personnes de même sexe, jugement susceptible d'un appel devant la Cour suprême du pays.

## Partis politiques et élections
La Namibie a été le premier pays africain à introduire le vote électronique en 2014.